# خانه آیت‌الله بروجردی (بروجرد)
خانه آیت‌الله بروجردی معروف به خانه آقا یکی از خانه های تاریخی شهر بروجرد است که در دوره دوره قاجار ساخته شده است و در خیابان صفا کوچه آیت‌الله بروجردی قرار دارد. شهرت این خانه به دلیل سابقه سکونت آیت الله بروجردی در آن است. خانه آقای بروجردی ۶۰۰ مترمربع زیربنا دارد و تولیت آن در اختیار نوادگان آیت‌الله بروجردی قرار دارد.

## ثبت ملی
خانه تاریخی آیت‌الله‌العظمی بروجردی در سال ۱۳۸۴ با شماره ۱۴۴۷۵ در فهرست میراث ملی کشور به ثبت رسیده است. 